# فتح اله كندي
فتح‌ اله‌ كندي هي قرية في مقاطعة ملكان، إيران. عدد سكان هذه القرية هو 201 في سنة 2006.